# 焦夫省 (也門)
焦夫省（阿拉伯语：محافظة الجوف）是也門北部的一個省，北鄰沙烏地阿拉伯。面積39,496.33平方公里，2011年人口732,000人。首府哈兹姆。
下分十二區。
1. ↑  . Central Statistical Organisation.   [24 February 2013]. （原始内容存档于9 October 2012）.